# Grammy for Bedste elektronisk/dancealbum
Grammy for Best Electronic/Dance Album er en amerikansk pris der uddeles af Recording Academy for årets bedste album inden for Electronic eller Dance. Prisen går til kunstneren eller gruppen. Prisen har været uddelt siden 1995. 

## Modtagere af Grammy for Best Electronic/Dance Album
- 2010: Lady GaGa for The Fame

- 2009: Daft Punk for Alive 2007
- 2008: The Chemical Brothers for We Are the Night
- 2007: Madonna for Confessions On A Dance Floor
- 2006: The Chemical Brothers for Push the Button
- 2005: Basement Jaxx for Kish Kash